# Трителлурид дирубидия
Трителлурид дирубидия — бинарное неорганическое соединение
рубидия и теллура
с формулой Rb2Te3,
серые кристаллы.

## Получение
- Реакция чистых веществ в жидком аммиаке под давлением 100 МПа:

{\displaystyle {\mathsf {2Rb+3Te\ {\xrightarrow {227^{o}C}}\ Rb_{2}Te_{3}}}}

## Физические свойства
Трителлурид дирубидия образует кристаллы
ромбической сингонии,
пространственная группа P nma,
параметры ячейки a = 1,6109 нм, b = 1,0591 нм, c = 0,4786 нм, Z = 4,
структура типа трителлурида дикалия K2Te3
.
Соединение конгруэнтно плавится при температуре 270°C .